# Vellezzo Bellini
Vellezzo Bellini là một đô thị ở tỉnh Pavia trong vùng Lombardia, có cự ly khoảng 25 km về phía nam của Milan và khoảng 10 km về phía tây bắc của Pavia. Tại thời điểm ngày 31 tháng 12 năm 2004, đô thị này có dân số 2.565 người và diện tích là 7,9 km².
Vellezzo Bellini giáp các đô thị: Battuda, Certosa di Pavia, Giussago, Marcignago, Rognano.